# Wild-Canyon
Koordinaten: 66° 0′ S, 67° 0′ O
Der Wild-Canyon ist ein Tiefseegraben in der Kooperationssee vor der Küste des ostantarktischen Mac-Robertson-Lands.
Benannt ist er nach dem britischen Polarforscher Frank Wild (1873–1939).